# آی‌دی من خوشگل گانگنامه
آی‌دی من خوشگل گانگنامه (به کره‌ای: 내 아이디는 강남미인; لاتین‌نویسی اصلاح‌شده: Nae Aidineun Gangnammiin) یا زیبایی گانگنام (به انگلیسی: Gangnam Beauty) یک مجموعهٔ تلویزیونی کره جنوبی سال ۲۰۱۸ با بازی ایم سو هیانگ، چا اون وو، جو وو ری و کواک دونگ یون است. این مجموعه برگرفته از وب‌تونی منتشر شده در سال ۲۰۱۶ توسط ناور با همین نام، بر زندگی یک دانشجوی کالج متمرکز است که برای اینکه بتواند از تمسخر قلدرهای اطرافش بگریزد، عمل جراحی پلاستیک انجام می‌دهد اما به نظر می‌آید که اینکار نتیجهٔ معکوس داشته‌است و همسالان او ظاهر مصنوعی او را مسخره می‌کنند. عنوان وب‌تون و مجموعهٔ تلویزیونی به کلمهٔ کره‌ای 강남미인 (زیبایی گانگنام؛ Gangnam beauty) اشاره دارد که یک اصطلاح تحقیرآمیز در کره جنوبی برای افراد جذابی است که چندین عمل جراحی پلاستیک انجام داده‌اند تا چهره‌ای زیبا یا بدن جذاب یا هر دو را داشته باشند.
این مجموعه از ۲۷ ژوئیه تا ۱۵ سپتامبر ۲۰۱۸، جمعه و شنبه‌ها ساعت ۲۳:۰۰ (کی‌اس‌تی) از جی‌تی‌بی‌سی پخش شد. این مجموعه به خاطر به تصویر کشیدن موضوعات تأثیرگذار در جامعهٔ کره جنوبی بخصوص استانداردهای زیبایی ظاهری و تبعیض به خاطر ظاهر فیزیکی مورد تحسین قرار گرفت.

## بازیگران

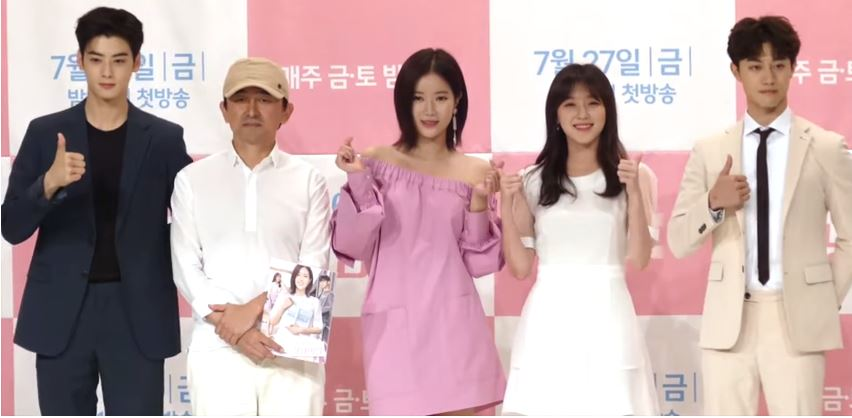
کنفرانس مطبوعاتی آی‌دی من خوشگل گانگنامه

### اصلی
- ایم سو هیانگ در نقش کانگ می ره[۱۳][۱۴][۱۵]
  - جون می سو در نقش جوانی کانگ می ره
- چا اون وو در نقش دو کیونگ سوک[۱۶][۱۷][۱۸]
  - شین جون سوپ در نقش جوانی دو کیونگ سوک[۱۹]
- جو وو ری در نقش هیون سو آه[۲۰]
  - لی چه یون در نقش جوانی هیون سو آه
- کواک دونگ یون در نقش یون وو یونگ[۲۱]

## تولید
- این مجموعه به نویسندگی چوی سو یونگ است.
- اولین جلسهٔ فیلم‌نامه خوانی در ۳۰ مه ۲۰۱۸ در ساختمان جی‌تی‌بی‌سی در سانگام-دونگ، سئول، کره جنوبی انجام شد.[۲۲]

## یادداشت
1. ↑  A subsidiary of Creative Leaders Group Eight [ko]